# Ibrahim Awariki
Ibrahim Awariki (arab. ‏ابراهيم عواركي‎, ur. 22 stycznia 1928 w An-Nabatijji, zm. 15 września 2002) – libański zapaśnik walczący w stylu klasycznym. Olimpijczyk z Rzymu 1960, gdzie zajął trzynaste miejsce, w kategorii do 67 kg.
Czwarty na igrzyskach śródziemnomorskich w 1959 roku, trener zapasów.

## Letnie Igrzyska Olimpijskie 1960
| Konkurencja          | Rundy eliminacyjne       | Rundy eliminacyjne                | Rundy eliminacyjne         | Klas. końcowa |
| Konkurencja          | Przeciwnik I             | Przeciwnik II                     | Przeciwnik III             | Miejsce       |
| -------------------- | ------------------------ | --------------------------------- | -------------------------- | ------------- |
| 67 kg styl klasyczny | Dimityr Stojanow (BGR) P | Muhammad Mukrim Binmansur (MAR) Z | Mitsuharu Kitamura (JPN) R | 13.           |